# Diampromid

Strukturformel för diampromid.

Diampromid (systematiskt namn N-(1-metyl-2-piperidin-1-yletyl)-N-pyridin-2-ylpropanamid, summaformel C21H28N2O) är ett smärtstillande preparat som tillhör gruppen opioider, och besläktat med bland annat propiram. Det patenterades 1959 och kan kemiskt beskrivas som en ringöppnad analog till fentanyl.
Substansen är narkotikaklassad och ingår i förteckningarna N I i 1961 års allmänna narkotikakonvention, samt i förteckning II i Sverige.